# Joshua Gatt
Joshua Gatt (ur. 29 sierpnia 1991 w Plymouth) – amerykański piłkarz grający na pozycji pomocnika w klubie Molde FK.

## Życiorys
Gatt uczęszczał do katolickiego liceum w Detroit i grał w lokalnym klubie Michigan Wolves. W sezonie 2010/2011 grał w austriackim klubie Rheindorf Altach. W 2011 został zawodnikiem norweskiego klubu Molde FK.

## Reprezentacja
Joshua Gatt w 2010 roku grał w reprezentacji U-20, w 2012 zadebiutował w reprezentacji Stanów Zjednoczonych.

## Statystyki kariery
| Sezon        | Klub         | Liga         | Liga  | Liga | Puchary | Puchary | Europa | Europa | Wszystko | Wszystko |
| Sezon        | Klub         | Liga         | Mecze | Gole | Mecze   | Gole    | Mecze  | Gole   | Mecze    | Gole     |
| ------------ | ------------ | ------------ | ----- | ---- | ------- | ------- | ------ | ------ | -------- | -------- |
| 2010-11      | SCR Altach   | Erste Liga   | 15    | 4    | 3       | 2       | –      | –      | 18       | 6        |
| 2011         | Molde        | Tippeligaen  | 22    | 3    | 5       | 2       | –      | –      | 27       | 5        |
| 2012         | Molde        | Tippeligaen  | 19    | 5    | 3       | 0       | 5      | 0      | 27       | 5        |
| Podsumowanie | Podsumowanie | Podsumowanie | 56    | 12   | 11      | 4       | 5      | 0      | 72       | 16       |